# Seemeile
Die Seemeile oder nautische Meile (M, Deutsch: sm, Englisch: NM, USA: nmi) ist eine in der Schiff- und Luftfahrt gebräuchliche Maßeinheit der Länge. Sie soll 1/60 Längengrad am Äquator entsprechen bzw. 1/60 Breitengrad, also einer Winkelminute. Sie wurde aber später mit exakt 1852,0 m definiert. Die davon abgeleitete Geschwindigkeitseinheit Seemeilen pro Stunde wird Knoten genannt.

## Definition
In der internationalen Norm EN ISO 80000–3 ist 1 Seemeile auf exakt 1852 m festgelegt, dasselbe findet sich auch in der DIN 1301-2 vom Februar 1978.

## Geschichte
Ursprünglich wurde das Maß der Seemeile auf die Bogenlänge einer Winkelminute auf einem Großkreis – z. B. dem Äquator oder einem Meridian – des kugelähnlichen Erdkörpers festgelegt. Das entspricht dem 60. Teil der Entfernung zwischen zwei benachbarten ganzzahligen Längengraden am Äquator – oder zwischen zwei benachbarten Breitengraden. Aus der Länge eines Meridians vom Äquator bis zum Pol von ca. 10.001,966 km – das ist ein Viertel des Erdumfangs von 40.008 km (Ellipsoidparameter des WGS84), ergibt sich ein mittlerer Wert von
{\displaystyle 1\,{\text{sm}}={\frac {10001{,}966\,\,{\text{km}}}{90\cdot 60}}=1852{,}216\,\,{\text{m}}}.
Aufgrund der Erdabplattung misst eine Meridianminute der geographischen Breite jedoch am Äquator 1842,90 m, an den Polen aber 1861,57 m. Hingegen ergibt sich für eine vom Erdmittelpunkt aus entlang des Äquators gemessene Bogenminute eine Bogenlänge von 1855,32 m (1/21600 des Erdumfanges am Äquator).

### Admiralty Mile, U.S. nautical mile, International Nautical Mile
So wurde bis 1929 von Großbritannien für das Maß der Seemeile zur Länge der englischen Meile eine Länge von genau 800 englischen Fuß hinzugezählt (insgesamt 6080 Fuß), woraus sich das Maß von 1853,18 Metern für die englische Admiralty Mile ergab.
In den USA galt bis 1954 als Maß der Seemeile die U.S. nautical mile, die mit 6080,20 feet festgelegt war, was umgerechnet einer Länge von 1853,24 Metern entspricht.
International übergreifend wurde das Maß der International Nautical Mile 1929 auf der Internationalen Hydrographischen Konferenz in Monaco auf 1852,01 m festgelegt. Abweichend hiervon geben jedoch die deutsche DIN 1301-1 und die unten erwähnte Broschüre des BIPM an, dass damals der Wert 1852 m für die international nautical mile angenommen wurde.

### Nautische Meile, Seemeile
Das Admiralty Manual of Navigation (1964) unterscheidet zwischen nautical mile (NM) und sea mile (sm). Die nautical mile entspricht der offiziellen, aber nichtgesetzlichen internationalen SI-Einheit Seemeile (französische Namensdefinition: mille marin; wörtlich Deutsch: Seemeile, wörtlich Englisch: sea mile) mit der durch internationale Verträge festgelegten Länge von 1852 m, also ohne Nachkommastellen. Die Einführung des neuen Namens war notwendig, weil der Begriff sea mile mit seiner historischen Definition und seiner aktuellen und zukünftigen Relevanz absolute Priorität genoss. Diese englische sea mile bleibt die Länge einer Bogenminute auf einem beliebigen Großkreis der Erde, schwankt also wegen der Erdabplattung zwischen 1843 m (Meridian am Äquator) und 1862 m (Meridian an den Polen) und wird nach wie vor nur in der unmittelbaren Umgebung des Schiffsorts empfohlen. Bei dieser Gelegenheit wurde auch die weitere Verwendung der admiralty mile (1853,18 m) für unerwünscht erklärt. Bei Bedarf ist der Begriff admiralty mile bedeutungsgleich durch nautical mile zu ersetzen. Wegen der tatsächlich erzielbaren Genauigkeit in der Ortsbestimmung und Messtechnik auf See (Astronavigation, Funkpeilung, DECCA, LORAN, Sichtpeilung, Log) spielen die unterschiedlichen Definitionen bis heute (GPS) keine praktische Rolle. Fehler entstehen erst, wenn die Rechengenauigkeit moderner Computer dazu verwendet wird, über große Distanzen gezielt mit ungeeignetem Maßstab zu arbeiten.
Nachdem Mitte des 19. Jahrhunderts, insbesondere durch Friedrich Wilhelm Bessel, zuverlässige Daten über die Erdabplattung ermittelt worden waren, führte man in Deutschland zusätzlich zur großkreisbasierten Definition der Seemeile die geographische Landmeile und die geographische Seemeile ein: Die geographische Landmeile entspricht der historischen Seemeile auf dem Äquator (1855,46 m), die geographische Seemeile entspricht der Seemeile auf einem Meridian (1843 m bis 1862 m). Beides sollte bei der Vermessung zu Land und zur See nützlich sein, konnte sich in der Praxis aber nicht durchsetzen und ist heute kaum noch bekannt. Mit Übernahme der Seemeile als „offizielle aber nichtgesetzliche SI-Einheit“ wurden in Deutschland alle großkreisbasierten Definitionen wegen praktischer Irrelevanz ersatzlos gestrichen. Lediglich in der Astronomischen Navigation wird eine Seemeile immer noch mit einer Bogenminute auf einem Großkreis gleichgesetzt. Dabei ist jedoch die Kenntnis eines Umrechnungfaktors in Meter unnötig, so dass die moderne Definition unerheblich ist. Letztlich wird seit über tausend Jahren in der Astronavigation mit der Kugelgestalt der Erde gerechnet und die Abplattung ignoriert.
Die historische Definition der Seemeile findet in der Seefahrt bis heute noch insofern täglich praktische Anwendung bei der Kartenarbeit, als dort fast ausschließlich Mercatorkarten zur Navigation verwendet werden. Alle Linien in Nord-Süd-Richtung sind immer Teile von Meridianen, also Großkreisen. Folglich ist die Skalierung des linken und rechten Kartenrandes mit den Breitengraden und -minuten ein annähernd genauer Maßstab für Seemeilen im Bereich des betreffenden Breitengrades. Die Kartenränder sind bewusst so gestaltet, dass Längenmessungen mit dem Kartenzirkel besonders einfach und übersichtlich sind.
Bei der Navigation ist uninteressant, wie viele Meter eine Seemeile genau hat, weil sich ohnehin alle Messinstrumente und Karten immer auf die Seemeile (oder Bogenminute) beziehen. In der Astronavigation entsprechen die am Sextanten abgelesenen Winkelminuten ebenfalls Bogenminuten auf der Weltkugel. Diese Äquivalenzen sind niemals exakt, aber für den ständigen Gebrauch mehr als ausreichend genau.

## Luftfahrt: Nautical und Statute Miles
Bis zum Ende des Zweiten Weltkriegs nutzte die deutsche Luftfahrt Meter für Höhen- und Kilometer für Entfernungsangaben. Die USA übernahmen in der Nachkriegszeit eine Führungsrolle bei der Schaffung nationaler Regulierungsbehörden für die Luftfahrt (FAA) und später auch bei der Etablierung internationaler Luftfahrtorganisationen (ICAO, IATA). Seemeilen setzten sich daraufhin nahezu weltweit als Entfernungsangabe in der Luftfahrt durch.
Ausnahmen bilden China, Russland und andere Länder der GUS bzw. früher der Sowjetunion. Diese Länder wenden bzw. wendeten das Internationale Einheitensystem auch in der Luftfahrt konsequent an. Piloten müssen beim Überflug der Luftraumgrenzen zwischen SI-Einheiten und Fuß/Meilen/… wechseln. Zur weltweiten Standardisierung setzen auch diese Länder zunehmend die üblichen Nicht-SI-Einheiten ein.
Umrechnungen zwischen Seemeile und Kilometer sind selten erforderlich, da durchgehend mit Seemeilen gerechnet wird. Größere Verwirrungen treten vor allem in den USA und Großbritannien bei der Unterscheidung zwischen Seemeile und statute mile auf.
Im Sprechfunk bezeichnet der Ausdruck „miles“ stets Seemeilen. Entfernungsangaben auf US-Straßenschildern und -karten (z. B. Daytona 6 miles) beziehen sich hingegen immer auf statute miles (= 1609,344 m). Auch bei der Definition der US-Luftraumstruktur sind statute miles für die einzuhaltenden Wolkenabstände und Sichtweiten maßgebend.

## Anwendung in der Navigation
Die klassische Anwendung ist die maritime Navigation. Die hierbei verwendeten Seekarten nutzen in der Regel die Mercator-Projektion und erlauben dadurch eine einfache Ermittlung von Distanzen: Eine Strecke, die mit einem Stechzirkel auf der Karte abgegriffen wird, kann auf die am rechten bzw. linken Kartenrand aufgetragenen Breitengrade übertragen werden. Die Differenz in Winkelminuten entspricht approximativ in genügender Genauigkeit der Distanz in Seemeilen.

## Umrechnung
Aus der ursprünglichen Definition von Seemeile (1 Meridianminute) und der ältesten Definition von 1 Meter (der 10-millionste Teil der Entfernung zwischen Nordpol und Äquator) ergibt sich die Tatsache, dass 54 Seemeilen etwa 100 Kilometern entsprechen. Näherungsweise lassen sich x Seemeilen nach der Faustformel „Verdoppeln und vom Ergebnis 10 % abziehen“ in Kilometer umrechnen, was einer Multiplikation mit dem Faktor 1,8 entspricht. Man errechnet durch diese Formel zwar den Seemeilenwert in Kilometer um fast 3 % zu knapp, was aber – kopfgerechnet, für einen groben Überschlag – in den allermeisten Fällen eine praxistaugliche und hinreichende Genauigkeit bedeutet.

## Abkürzungen und abgeleitete Einheiten
Es gibt keine allgemeine Übereinkunft über das Einheitenzeichen der Seemeile. Im Deutschen gebräuchlich ist die Abkürzung sm, international wird sie oft als nautical mile mit nm, NM oder n.m. abgekürzt. Der IHO-Standard für Seekarten verlangt die internationale Abkürzung M. In der Flugsicherung wird NM genutzt.
Die Encyclopaedia of Scientific Units, Weights and Measures von 1999 nennt als international gebräuchliche Abkürzung für nautical mile mi. Nach einer Broschüre des BIPM sind hingegen folgende Zeichen gebräuchlich: M, NM, Nm und nmi. Eine Verwechslung mit den SI-Einheiten Nanometer (nm) und Newtonmeter (N•m) kann aus dem Zusammenhang meist ausgeschlossen werden. In Österreich und Deutschland ist die Seemeile aufgrund von internationalen Vereinbarungen als „gesetzliche Einheit im Messwesen“ zulässig, obwohl sie außerhalb des SI steht.
- eine Seemeile wird in 10 Kabellängen (kbl) unterteilt
- eine Seemeile sind annähernd 2000 Yards
- annähernd gleich 1/1000 Seemeile (1,852 m) – genau: 6 Fuß, also 1,8288 m – ist der Faden (fm), der fast nur noch für Tiefenangaben in einigen Seekarten für die Schifffahrt verwendet wird.
- der 3600ste Teil der Seemeile ist die Meridiantertie (mtr), die für die Sekundengeschwindigkeit beim Loggen verwendet wird

Die Geschwindigkeit von Wasserfahrzeugen im Seeverkehr und Luftfahrzeugen wird rechnerisch meist in Seemeilen pro Stunde angegeben, das Einheitenzeichen kn dafür basiert jedoch auf dem Begriff Knoten (englisch: knot).

## Frühere „Seemeilen“
Der Türkischen Seemeile entsprach
- 1 Seemeile = 1296 Meter[12]

Der Niederländischen sowie der Französischen „Meile“ auf See entsprachen
- 1 Seeleuge (französisch: lieue marine) entspricht 1/20 Grad des Erdumfangs, also 3 Seemeilen = 5556 Meter[13][14]